# Machines pensantes
 (août 2024).
- Si vous ne connaissez pas le sujet, laissez ce bandeau (vous pouvez alors contacter les auteurs).
- Si vous supprimez le contenu mis en cause (vous pouvez préalablement contacter les auteurs),

argumentez précisément cette suppression dans la page de discussion
(un manque de référence n'est pas un argument ; une recherche réelle de référence doit avoir été effectuée, être formellement documentée).
Dans le cycle de Dune de l'écrivain Frank Herbert, les machines pensantes (« Thinking machines » en version originale) sont des ordinateurs et robots de fiction doués d'intelligence artificielle.
Personnages centraux des séries de livres succédant au cycle initial d'Herbert, écrites par son fils Brian Herbert et Kevin J. Anderson (notamment le cycle Dune, la genèse qui regroupe les tomes La Guerre des machines, Le Jihad butlérien et La Bataille de Corrin), les machines pensantes luttent contre les humains au cours du Jihad butlérien.

## Contexte fictionnel
Après la prise de pouvoir des Titans initiaux, tels qu'Agamemnon, le Titan Xerxès établi sur la planète Richèse s’appuie de plus en plus sur un ordinateur central dénommé Omnius. Ce dernier finit par suivre ses propres plans et se retourne contre ses créateurs cyborgs. Régnant sur les Mondes Synchronisés au moyen des autres Machines Pensantes, robots et ordinateurs comme Érasme et Seurat, Omnius réduit ses anciens maitres à des serviteurs obligés.
Les cymeks toujours dirigés par Agamemnon se révoltent vers la fin du Jihad butlérien, et les Machines Pensantes sont complètement anéanties au terme de la bataille de Corrin.
Cette lutte entre les humains et les Machines Pensantes a inspiré l’un des tabous du nouvel Empire, un adage qui figure dans la Bible Catholique Orange et qui dispose que : « Tu ne feras point de machine à l'esprit de l’Homme semblable ».

## Personnages similaires dans d'autres œuvres de fiction
- Le TechnoCentre dans l’univers des Cantos d'Hypérion de Dan Simmons.
- Les Inhibiteurs dans le cycle du même nom d’Alastair Reynolds.
- Les robots Terminator et Skynet dans la saga cinématographique du même nom.